# Gouvernement Nikolajev
Het gouvernement Nikolajev (Russisch: Николаевская  губерния, Nikolajevskaja goebernija) was een gouvernement (goebernija) binnen het keizerrijk Rusland. Het gouvernement bestond van 1802 tot 1803. Het ontstond uit het gouvernement Novorossiejsk en het ging op in het gouvernement Cherson. Het gouvernement werd in 1920 heropgericht en bestond tot 1922. Dit gouvernement ontstond uit het gouvernement Cherson en ging op in de oblast Mykolajiv. De hoofdstad was Mykolajiv.

## Geschiedenis

### Eerste gouvernement 1802-1803
Het gouvernement ontstond op 8 oktober tijdens een oekaze van tsaar Alexander I van Rusland. Het gouvernement had vier oejazden: Jelizagrad, Olivianovsk, Cherson en Tiraspol. Op 15 mei werd de hoofdstad verplaatst naar Cherson en werd het gouvernement hernoemd tot het gouvernement Cherson. 

### Tweede gouvernement van 1920 tot 1922
Het gouvernement Cherson werd in mei 1919 opgedeeld in de rajons Odessa en een kleiner gouvernement Cherson. Op 28 januari 1920 werd de rajon Nicolajev opgericht. Op 13 maart werd het gouvernement Cherson opgeheven. Het gouvernement bestond uit vier oejazden: Dnjepr, Jelisagrad, Cherson en Nicolajev. Het gouvernement ging op in het gouvernement Odessa. Later ging het gebied van het gouvernement op in de oblast Mykolajiv.